# Michelle MacLaren
Michelle Maxwell MacLaren (Canadá, 1965) es una directora y productora de televisión. Ha dirigido un episodio de The X Files (2002), 11 episodios de Breaking Bad (2009-2013), 3 episodios deThe Walking Dead (2010-2014), 4 episodios de Game of Thrones (2013-2014) y uno de Westworld (2016).
MacLaren ganó dos Premios Emmy por producir Breaking Bad en 2013 y 2014.